# Научный консенсус по изменению климата

Наблюдаемое глобальное потепление: данные о средней глобальной температуре, полученные различными научными организациями, демонстрируют существенный консенсус относительно хода и масштабов глобального потепления. С 1880 г. по наст. время корреляция в четырёх наиболее долгосрочных наборов данных составляет не менее 99,29 %.

Научный консенсус относительно глобального изменения климата или глобального потепления заключается в следующем:
1. Земля испытывает постоянный рост температуры с начала промышленной революции[1].
2. Скорость этого потепления в значительной степени беспрецедентна[2].
3. Потепление вызвано быстрым увеличением содержания углекислого газа (CO₂) в атмосфере в результате человеческой деятельности.
4. Роль человека в изменении климата однозначна и неоспорима[1][2].
5. Антропогенная деятельность, приводящая к потеплению, включает сжигание ископаемого топлива, производство цемента и изменение землепользования (например, обезлесение); при этом важную роль играют и другие парниковые газы, такие как метан и закись азота[1][3].

Почти все климатологи утверждают, что деятельность человека является причиной изменения климата. Обзоры научной литературы — один из способов оценки консенсуса. Обзор работ 2019 года показал, что консенсус относительно причины изменения климата среди климатологов составляет 100 %, а исследование 2021 года пришло к выводу, что в более 99 % научных работ по теме утверждается, что причиной изменения климата служит деятельность человека. Небольшой процент работ, которые не соглашались с консенсусом, часто содержал ошибки или не поддавался воспроизведению.
Доказательства антропогенного глобального потепления признаны национальными академиями наук всех основных промышленно развитых стран. В научной литературе существует сильный консенсус относительно того, что глобальные температуры поверхности выросли за последние десятилетия и что эта тенденция обусловлена выбросами парниковых газов, вызванными деятельностью человека. Практически все научные органы национального или международного уровня согласны с этой точкой зрения. Несколько организаций, в состав которых входят представители добывающей промышленности, занимают уклончивую позицию, а некоторые пытались убедить общественность в том, что изменения климата не происходит, а если и происходит, то это не из-за деятельности человека, пытаясь распространить сомнения в научном консенсусе.

## Наличие научного консенсуса

Общественность существенно недооценивает степень научного консенсуса относительно того, что деятельность человека является причиной изменения климата. Исследования, проведённые в 2019—2021 годах, показали, что научный консенсус составляет от 98,7 % до 100 %.

Исследования научного мнения об изменении климата проводятся с 1970-х годов, и с 1990-х годов они отмечают достижение широкого консенсуса по теме, причём уровень консенсуса со временем лишь увеличивался. Отдельные учёные, университеты и лаборатории вносят вклад в научное мнение об изменении климата в рецензируемых публикациях, в то время как научные органы национального или международного уровня обобщают уровень коллективного согласия в научном сообществе в систематических обзорах по теме.
Примерами таких отчётов являются: Оценка воздействия изменения климата на Арктику (ACIA) 2004 года от Международного арктического научного комитета (IASC) и правительств Арктического совета, или Национальная климатическая оценка США (NCA), которая периодически публикуется с 2000 года под эгидой Программы США по исследованию глобальных изменений (USGCRP). Четвёртый доклад от NCA, выпущенный в 2017 году, включал усилия тринадцати федеральных агентств во главе с Национальным управлением океанических и атмосферных исследований (NOAA), и около «1000 человек, включая 300 ведущих учёных, примерно половина из которых не были сотрудниками в правительстве».
Межправительственная группа экспертов по изменению климата (МГЭИК) была создана ООН в 1988 году. Она представляет доклады, обобщающие силу и степень консенсуса по изменению климата и последствиям глобального изменения климата для государств-членов ООН, при этом основные доклады публикуются с интервалом в 5-7 лет, начиная с 1990 года.
В период с 1990 по 2023 год МГЭИК опубликовала шесть всеобъемлющих отчётов, в которых рассматриваются последние достижения климатической науки. МГЭИК также выпустила 14 специальных отчётов по конкретным темам в контексте климата. Каждый отчёт состоит из четырёх частей. Это вклад каждой из трёх рабочих групп, а также систематический обзор. Систематический обзор объединяет вклады рабочих групп. Он также объединяет любые специальные отчёты, подготовленные в рамках этой работы.
В 2001 году академии наук из 17 стран (Австралия, Бельгия, Бразилия, Канада, Китай, Франция, Германия, Индия, Индонезия, Ирландия, Италия, Малайзия, Новая Зеландия, Швеция, Тринидад, Турция и Великобритания) сделали совместное заявление, одобряющее работу МГЭИК. Они согласились, что температура растёт и будет продолжать расти из-за деятельности человека, а также подчеркнули важность сокращения выбросов парниковых газов, заключив, что «бизнес в том виде, в котором он был раньше, больше не является жизнеспособным вариантом». Это также примечательно тем, что это одно из первых заявлений, в котором использовался термин «консенсус». В 2005 году в другом совместном заявлении академий наук крупнейших стран (Россия, Бразилия, Канада, Китай, Франция, Германия, Индия, Италия, Япония, Великобритания и США) выводы МГЭИК были названы «международным научным консенсусом» и был призыв к незамедлительным действиям как Сдерживанию изменений климата, так и по адаптации к нему. В других частях мира на научный консенсус ссылались и другие организации, в том числе Сеть африканских академий наук в 2007 году и Международный союз по изучению четвертичного периода (ИНКВА) в 2008 году.
В 2013 году исследование показало, что из более чем 4000 рецензируемых статей по климатологии, опубликованных с 1990 года, 97 % из них согласны, что глобальное потепление происходит и оно вызвано деятельностью человека. Опросы мнений учёных об изменении климата — с акцентом на изменение климата, вызванное деятельностью человека — проводятся с 1970-х годов. Повторный анализ 2016 года подтвердил, что «вывод о 97 % консенсусе [того, что люди вызывают недавнее глобальное потепление] в опубликованных исследованиях климата является надёжным и согласуется с другими опросами климатологов и рецензируемыми исследованиями». Исследование 2019 года показало, что научный консенсус составляет 100 %, а исследование 2021 года показало, что научный консенсус выше 99 %.

## Положения научного консенсуса

Влияние долгоживущих парниковых газов в атмосфере на потепление (так называемое радиационное воздействие) почти удвоилось за 40 лет.

Научный консенсус относительно причин изменения климата, его механизма, последствий и мер, которые следует предпринять в связи с этим (Меры по борьбе с изменением климата), заключается в следующем:
1. Недвусмысленно и неопровержимо, что выбросы парниковых газов в результате деятельности человека вызвали потепление на суше, в океанах и в тропосфере. Нет никаких естественных процессов, которые могли бы дать альтернативное объяснение. См.: Влияние изменения климата на океаны[англ.][1][2].
2. Уровень углекислого газа в атмосфере самый высокий минимум за последние 2 млн лет[1] (максимум — 3,2 млн лет)[2].  Уровень двух других основных парниковых газов (метана и закиси азота) самый высокий за последние 800 тыс. лет. Данные за последние 800 тыс. лет также показывают, что увеличение концентраций этих газов, наблюдаемое с 1750 года, может быть вызвано естественными процессами лишь через тысячелетия[1].
3. Десятилетие 2010-х годов было на 1,1 °C теплее, чем в конце 19-го века, и самым тёплым с начала последовательного инструментального наблюдения за Глобальной температурой поверхности Земли[англ.][1][2]. Потепление последних 50 лет происходило быстрее, чем любое другое потепление за последние минимум 2000 лет[1][2].
4. Количество атмосферных осадков растёт с 1950 года, но характер выпадения осадков также меняется, и появляется все больше свидетельств увеличения количества сильных осадков, вызывающих внезапные наводнения[1][2]. Это пример влияния изменения климата на круговорот воды[англ.].
5. Уровень мирового океана повысился на 20-25 см с 1900 года, причём половина этого повышения произошла с 1980 года. Современное повышение уровня моря было самым быстрым за «по крайней мере последние 3000 лет» — и это было вызвано деятельностью человека[1][2].
6. Поскольку недавнее потепление также даёт поглощение океаном тепла[англ.], то океан нагревается, а его вода расширяется в объёме. Это вызывает половину недавнего повышения уровня моря, а остальное связано с таянием ледяных щитов и отступлением ледников из-за потепления[1][2].
7. Хотя всегда существовали суровые погодные условия[англ.] и экстремальные погодные явления[англ.](например, тропические циклоны; грозы, смерчи, засухи, волны жары, экстремальное количество осадков), но изменение климата сделало их более суровыми, более частыми или более вероятными для одновременного возникновения в каждой части земного шара[1][2]. См: тропические циклоны и изменение климата[англ.].
8. Опасности экстремальных погодных явлений будут продолжать расти, если не произойдёт быстрого сокращения выбросов парниковых газов, необходимого для сдерживания дальнейшего потепления[1][2].
9. Усиление потепления приведёт к ещё более серьёзным последствиям[1][2].
10. Масштабы антропогенных выбросов являются основной причиной не только текущего, но и будущего потепления[1][2].

## Заявления крупнейших научных организаций об изменении климата
Многие ведущие научные организации, занимающиеся вопросами изменения климата выпустили официальные заявления. Подавляющее большинство из них совпадает с позицией МГЭИК. См.: Список заявлений основных научных организаций об изменении климата.

## Опросы учёных об изменении климата
Опросы учёных являются важной частью истории науки об изменении климата.

### 1970-е

Четвёртая национальная оценка климата (NCA4, USGCRP, 2017) включает диаграммы, иллюстрирующие, что человеческий фактор, особенно накопление парниковых газов в атмосфере, является основной причиной наблюдаемого глобального потепления. В 1970-х годах эти факторы были менее изучены, и некоторые учёные полагали, что вулканическая активность будет иметь более сильный охлаждающий эффект, чем это имело место на самом деле.

В 1978 году Национальный университет обороны США (NDU) опросил 24 эксперта по краткосрочным изменениям климата и его их влиянию на сельское хозяйство. Большинство респондентов ожидало потепления в период с 1970 по 2000 год и назвали выбросы углекислого газа от деятельности человека основной причиной. Однако возникли разногласия относительно его масштабов. Кроме того, некоторые исследователи считали, что увеличение вулканической активности компенсирует антропогенные выбросы CO₂ за счёт повышения концентрации сульфатов в атмосфере. Сульфаты обладают отражающим эффектом, вызывающим глобальное затемнение и, теоретически, приводящим к общему похолоданию. Поэтому эти исследователи полагали, что эффект глобального затемнения может нейтрализовать парниковый эффект.
Когда NDU объединил прогнозы к 2000 году, он распределил их по вероятности соответственно:
- Вероятность значительного похолодания (около −0,6 °C) — 10 %;
- Вероятность незначительного похолодания (около −0,15 °C) — 25 %;
- Вероятность незначительного потепления (около +0,1 °C) — 30 %;
- Вероятность «умеренного» потепления (около +0,4 °C) — 25 %;
- Вероятность существенного потепления (около +1 °C) — 10 %

В результате между 1950 и 2000 годами произошло потепление около +0,5 °C, а с 1970 года — около +0,4 °C., что в значительной степени соответствует сценарию «умеренного глобального потепления».

### 1980-е
В 1989 году Дэвид Х. Слэйд опросил 21 климатолога, из которых 17 выразили «твёрдую уверенность» в «реальности значительного изменения климата».

### 1990-е
В марте 1990 года компания Cutter Consortium разослала анкеты 1500 исследователям, включённым в списки участников конференций по изменению климата, и получила 331 ответ из 41 страны.
Опрос выявил широкое согласие среди учёных о том, что:
- Глобальное потепление уже происходит;
- Глобальное потепление приведёт к негативным последствиям, таким как повышение уровня моря;
- Сокращение выбросов углекислого газа и прекращение обезлесения являются подходящим ответом на глобальное потепление.

Только 1,9 % учёных считали, что в течение следующих 100 лет произойдёт общее похолодание. Споры возникли по вопросу вероятности потепления ≥ 2 °C::
- Около 30 % оценили вероятность менее 50 %;
- почти 40 % считали вероятность ≥ 75 %.

В 1991 году Центр науки, технологий и СМИ разослал анкету из 6 вопросов примерно 4 тыс. учёным, изучающим океан и атмосферу, из 45 стран и получил 118 ответов к январю 1992 года.
Утверждение: «учёные не сомневаются, что средняя глобальная температура увеличится»:
- 73 учёных согласилось с этим утверждением;
- 35 учёных не согласились с этим утверждением;
- 9 учёных остались нейтральными к утверждению.

Утверждение: «последствия изменения климата, как ожидается, будут „существенными“ для научного сообщества»:
- 58 учёных согласились с этим утверждением
- 36 учёных не согласились с этим утверждением;
- 21 учёный остался нейтральным к утверждению.

Наконец, когда их спросили о прогнозе МГЭИК 1990 года, согласно которой потепление будет продолжаться на +0,17 °C за десятилетие в течение XXI века в рамках сценария изменения климата, то:
- 37 (42 %) согласились;
- 13 (15 %) выразили скепсис;
- 39 (44 %) подчеркнули неопределённость.

52 % посчитали, что скорость потепления, вероятно, будет ниже, чем в оценке МГЭИК 1990 года, а 8 % посчитали, что она будет выше, чем в оценке МГЭИК 1990 года. По состоянию на 2023 год скорость потепления составила около +0,11 °C.
В 1996 году Деннис Брей и Ганс фон Шторх, пара исследователей из Института прибрежных исследований Исследовательского центра имени Гельмгольца, разослали по почте опросник 1000 климатологам в Германии, США и Канаде. Ответили 40 %, и результаты были опубликованы в Бюллетене Американского метеорологического общества (BAMS) в 1999 году.
Выставлялась шкала от 1 до 7, где 7 — максимальное несогласие, а 1 — максимальное согласие.
- Утверждение: «глобальное потепление уже идёт» имело средний рейтинг 3,4.
- Утверждение: «глобальное потепление произойдёт в будущем» имело средний рейтинг в 2,6, то есть уровень согласия был довольно высок.

Опрошенные учёные были менее уверены в точности современных им климатических моделей. Их попросили оценить способность этих моделей делать «обоснованные прогнозы»:
- Обоснованность прогнозов на 10 лет вперёд имела рейтинг в 4,8.
- Обоснованность прогнозов на 100 лет вперёд имела рейтинг в 5,2 для 100.

Утверждение: «существует слишком много неопределённости, чтобы оправдать принятие немедленных мер» получило средний рейтинг 5,6 из 7, то есть значительное несогласие с этим утверждением. Другими словами, учёные соглашались, что существует значительная неопределённость о том, насколько сильно глобальное потепление повлияет на общество, но для адаптации к потеплению, вероятно, потребуются перемены.

### 2000—2004
В 2003 году Брей и фон Шторх повторили свой опрос 1996 года, используя ту же структуру ответов по шкале от 1 до 7 и включив все первоначальные вопросы. Кроме того, были добавлены новые вопросы, которые были посвящены адаптации к изменению климата и освещению проблемы климатических изменений в СМИ. Этот второй опрос получил 530 ответов из 27 разных стран, но подвергся резкой критике за то, что проводился в Интернете без возможности проверки того, что респонденты являются учёными-климатологами. Также опрос не был защищён от повторной отправки ответов одними и теми же участниками. Хотя опрос требовал ввода имени пользователя и пароля, его критики утверждали, что этот опрос попал в руки и неучёных, в том числе среди отрицателей изменения климата. Брей и фон Шторх защищали свои результаты, утверждая, что статистический вывод с тестом Колмогорова-Смирнова и тестом Вальда-Вольфовица не выявил существенных нарушений.
Второй опрос продемонстрировал рост научного консенсуса по сравнению с первым. Один из самых больших приростов был для утверждения «Мы можем с уверенностью сказать, что глобальное потепление — это процесс, который уже идёт», где 1 представлял полное согласие, а 7 — полное несогласие: средний ответ изменился с 3,39 до 2,41.
В ответе на вопрос «В какой степени вы согласны или не согласны с тем, что изменение климата в основном является результатом антропогенных причин?», средний ответ изменился с 4,17 до 3,62.
Примечательно, что доля респондентов, «полностью не согласных», осталась прежней — 10 %, а доля нейтральных составила 14 % в 1996 году и 13 % в 2003 году.. Тем не менее, общая картина изменилась с 41 % согласия и 45 % несогласия в 1996 году до 56 % согласия и 30 % несогласия в 2003 году, поскольку наблюдалось как существенное увеличение согласия, так и снижение процента тех, кто не согласен в меньшей степени. Аналогичным образом, 72 % (против 20 %) респондентов охарактеризовали доклады МГЭИК как точные, а 80 % (против 15 %) отвергли тезис о том, что «существует достаточно неопределённости относительно явления глобального потепления, поэтому нет необходимости в немедленных политических решениях».
В 2004 году геолог и историк науки Наоми Орескес проанализировала аннотации 928 научных работ по теме «глобальное изменение климата», опубликованных в период с 1993 по 2003 год. 75 % либо прямо выразили поддержку научному консенсусу по антропогенному изменению климата, либо приняли его как данность и сосредоточились на оценке его последствий или предложении подходов к сдерживанию изменения климата. Оставшиеся 25 % касались методов современных исследований изменения климата или палеоклиматическому анализу. Ни один реферат явно не отвергал научный консенсус.

### 2005—2009

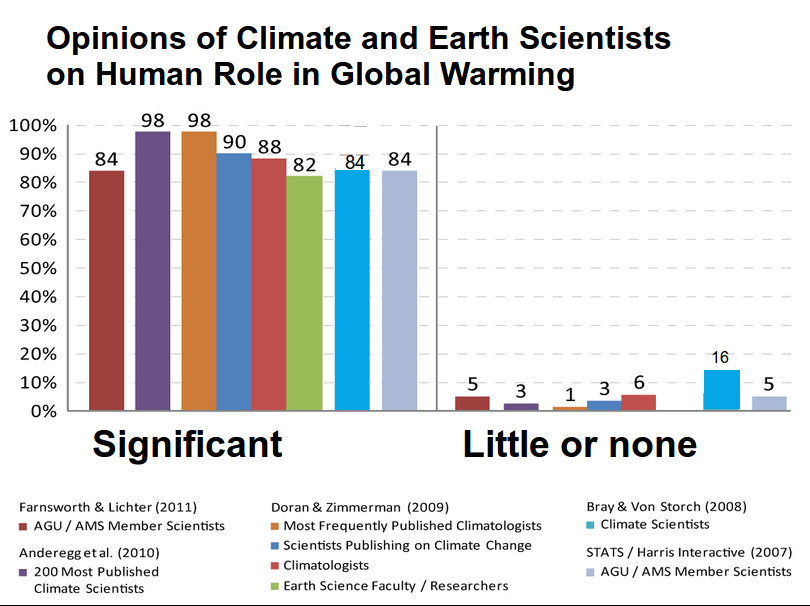
График, представляющий совокупный результат опросов об уровне консенсуса по вопросу антропогенного изменения климата, проведённых в 2000-х годах.

В 2007 году Harris Poll (компания) опросила 489 случайно выбранных членов Американского метеорологического общества (AMS) и Американского геофизического союза для Службы статистической оценки (STATS) в Университете Джорджа Мейсона, опубликовав результаты в апреле 2008 года. 97 % опрошенных учёных согласились с тем, что глобальная температура выросла за последние 100 лет, и только 5 % считали, что деятельность человека не способствует потеплению. 84 % учёных заявили, что лично считают реальностью потепление, вызванное антропогенными факторами; 74 % учёных согласились, что «имеющиеся в настоящее время научные доказательства» подтверждают роль антропогенных факторов как ключевых. На вопрос о вероятной серьёзности последствий изменения климата в течение следующих 50-100 лет:
- 41 % ответили, что их можно охарактеризовать как катастрофические;
- 44 % считали, что последствия будут умеренно опасными;
- 13 % считали, что опасность относительно невелика.

Третий опрос Брэй и фон Шторха, проведённый в 2008 году и опубликованный в 2010 году, использовал ту же методологию, что и в двух предыдущих опросах, с аналогичным количеством разделов и просьбой оценить ответы по шкале от 1 до 7, только где уже 1 означала несогласие, а 7 — полное согласие. Кроме этого, в исследование были введены веб-ссылки с уникальными идентификаторами респондентов для исключения множественных ответов. Было опрошено 2058 климатологов из 34 стран, и было получено в общей сложности 373 ответа (процент ответивших составил 18,2 %).
Вопрос «Насколько вы убеждены, что изменение климата, будь то естественное или антропогенное, происходит сейчас?» получил следующие ответы:
- 67,1 % полностью согласны (7);
- 26,7 % согласны в большей степени (6);
- 6,2 % согласны в малой степени (2–4);
- Ни один респондент не заявил, что совсем не согласен.

На вопрос «Насколько вы убеждены, что большая часть недавних или ближайших будущих изменений климата является или будет результатом антропогенных факторов?» ответы были следующими:
- 34,6 % полностью согласны;
- 48,9 % согласны в большей степени;
- 15,1 % согласны в малой степени;
- 1,35 % вообще не согласны.

На утверждение «изменение климата представляет очень серьёзную и опасную угрозу человечеству» были получены следующие ответы:
- 34,6 % полностью согласились;
- 27,6 % согласились в большей степени;
- 1,1 % вообще не согласились.

На утверждение «отчёты МГЭИК оценивают последствия изменения температуры совершенно правильно»: 63,5 % согласились (4 или выше по шкале).
Что касается прогнозов повышения уровня моря от МГЭИК, то:
- 51,4 % посчитали, что отчёты МГЭИК об этом совершенно правильные;
- 16 % посчитали, что прогнозы МГЭИК преувеличивают последствия изменения температуры (5-7);
- 32,6 % посчитали, что прогноз МГЭИК преуменьшил последствия изменения температуры (1-3).

Последующие отчёты МГЭИК были вынуждены регулярно увеличивать свои оценки будущего повышения уровня моря, в основном в ответ на новые исследования о ледяных щитах Гренландии и Антарктиды.
В 2009 году Питер Доран и Мэгги Кендалл Циммерман из Иллинойсского университета в Чикаго опросили 10 257 учёных-геологов различных специальностей и получили ответы от 3 146. 79 респондентов были климатологами, опубликовавшими более половины своих рецензируемых исследований по теме изменения климата, и 76 из них согласились, что средняя глобальная температура выросла по сравнению с уровнями до 1800-х годов, причём 75 описали деятельность человека как существенный фактор. Среди всех респондентов 90 % согласились, что температура выросла по сравнению с уровнями до 1800 года, и 82 % согласились, что люди существенно влияют на глобальную температуру. Геологи полезных ископаемых и метеорологи были среди самых больших сомневающихся, и только 47 % и 64 % , соответственно, считали существенными антропогенные факторы. Подводя итог, Доран и Циммерман написали:
Похоже, что практически нет споров о подлинности глобального потепления и роли в нем деятельности человека среди тех, кто понимает нюансы и научную основу долгосрочных климатических процессов.

### 2010—2014
В статье 2010 года, опубликованной в «Proceedings of the National Academy of Sciences» (PNAS), были рассмотрены данные о публикациях и цитировании 1372 исследователей климата, 908 из которых являются авторами 20 или более публикаций по климату, и установлено, что:
(i) 97–98% исследователей климата, наиболее активно публикующих свои работы в этой области, поддерживают принципы ACC (антропогенного изменения климата), изложенные Межправительственной группой экспертов по изменению климата (МГЭИК).
(ii) экспертиза в области климата и научная известность исследователей, не убеждённых в ACC, существенно ниже, чем у исследователей, убежденных в АСС.
В октябре 2011 года исследователи из Университета Джорджа Мейсона проанализировали результаты опроса 998 активно работающих учёных из Американского геофизического союза, Американского метеорологического общества или перечисленных в 23-м издании American Men and Women of Science, 489 из которых вернули заполненные анкеты. 97 % респондентов согласились с тем, что глобальная температура выросла за последнее столетие. 84 % согласились с тем, что «сейчас происходит антропогенное парниковое потепление», 5 % не согласились, а 12 % воздержались от ответа.
На вопрос о том, что они считают «вероятными последствиями глобального изменения климата в ближайшие 50-100 лет» по шкале от 1 до 10, от незначительных до катастрофических, ответы были такие:
- 13 % респондентов ответили от 1 до 3 (незначительные/слабые)
- 44 % ответили от 4 до 7 (умеренные);
- 41 % ответили от 8 до 10 (серьезные/катастрофические);
- 2 % не высказали оценки.

В 2012 году Джеймс Лоуренс Пауэлл, бывший член Национального научного совет США (NSB), проанализировал опубликованные исследования по глобальному потеплению и изменению климата в период с 1991 по 2012 год и обнаружил, что из 13 950 статей в рецензируемых журналах только 24 (то есть менее 0,2 %) отвергали антропогенные факторы глобального потепления. После он дополнил свое исследование анализом 2258 рецензируемых статей, опубликованных в период с ноября 2012 года по декабрь 2013 года, который показал, что только один из 9136 авторов отвергал антропогенное глобальное потепление.
Деннис Брей и Ганс фон Шторх провели свой четвёртый опрос в 2013 году, опубликовав его результаты в следующем году. Ответили 283 учёных: 185 (65,4 %) работали в климатологии более 15 лет, и только 19 (6,7 %) имели от 0 до 5 лет опыта. Методология была такой же, как и в третьем опросе, ранжируя ответы по шкале от 1 до 7 и получая похожие ответы на те же вопросы:
На утверждение «Насколько вы убеждены, что изменение климата, будь то естественное или антропогенное, происходит сейчас?» ответили так:
- 74,7 % сказали, что они полностью согласны (7);
- 2,9 % были «нейтральны» (4);
- 2,1 % имели оценку от 1 до 3 по шкале.

На вопрос «Насколько вы убеждены, что большая часть недавних или ближайших будущих изменений климата является или будет результатом антропогенных факторов?», ответили так:
- 43 % полностью согласились;
- 28,5 % согласились в большей степени (6);
- 16,6 % согласились в малой степени (2-4);
- 2,5 % не согласились (1).

На утверждение «изменение климата представляет собой очень серьезную и опасную угрозу человечеству» ответили так:
- 41,8 % полностью согласились;
- 23,2 % согласились в большей степени;
- 3,5 % вообще не согласились.

Новый вопрос просил респондентов приписать процент роли антропогенных факторов в недавнем потеплении. Ответили так:
- 73,3 % учёных приписали 70-100 %;
- 1,5 % сказали, что роль антропогенных факторов отсутствует.

В 2013 году ученый Джон Кук изучил 11 944 аннотаций из рецензируемой научной литературы с 1991 по 2011 год, которые соответствовали темам «глобальное изменение климата» или «глобальное потепление». Он и его соавторы обнаружили, что, хотя 66,4 % из них не выразили никакой позиции о решающей роли антропогенных факторов в глобальном потеплении, из тех, кто это сделал, 97,1 % одобрили консенсусную позицию о том, что люди играют ведущую роль в процессе глобального потепления. Они также предложили авторам оценить свои собственные статьи и обнаружили, что, хотя 35,5 % оценили свои статьи как не выражающие никакой позиции о роли антропогенных факторов в глобальном потеплении (что, ожидаемо в ситуации консенсуса), тем не менее, 97,2 % из тех, кто высказал свою позицию, подтвердили приверженность научному консенсусу по теме. В обоих случаях процент одобрений среди статей, выражающих позицию по роли антропогенных факторов в глобальном потеплении, незначительно увеличивался с течением времени. Они пришли к выводу, что количество статей, фактически отвергающих консенсус о ключевой роли антропогенных факторов в глобальном потеплении, составляет ничтожно малую долю опубликованных исследований и что «фундаментальная наука об роли антропогенных факторах в глобальном потеплении больше не вызывает споров среди научного сообщества, а оставшиеся дебаты в этой области переместились на другие темы».
В 2014 году исследователи из Planbureau voor de Leefomgeving (PBL) опросили 1868 климатологов. Они обнаружили, что, в соответствии с другими исследованиями, уровень согласия по антропогенным факторам как ключевой причине изменения климата коррелирует с уровнем экспертизы. 90 % опрошенных, имеющих более 10 рецензируемых статей, связанных с климатом (чуть меньше половины респондентов опроса), прямо согласились с тем, что парниковые газы —основная причиной глобального потепления. Они включили исследователей по сдерживанию изменений климата и по адаптации к изменению климата в свои опросы в дополнение к физическим климатологам, что привело к несколько более низкому уровню консенсуса по сравнению с предыдущими исследованиями.

### 2015—2019

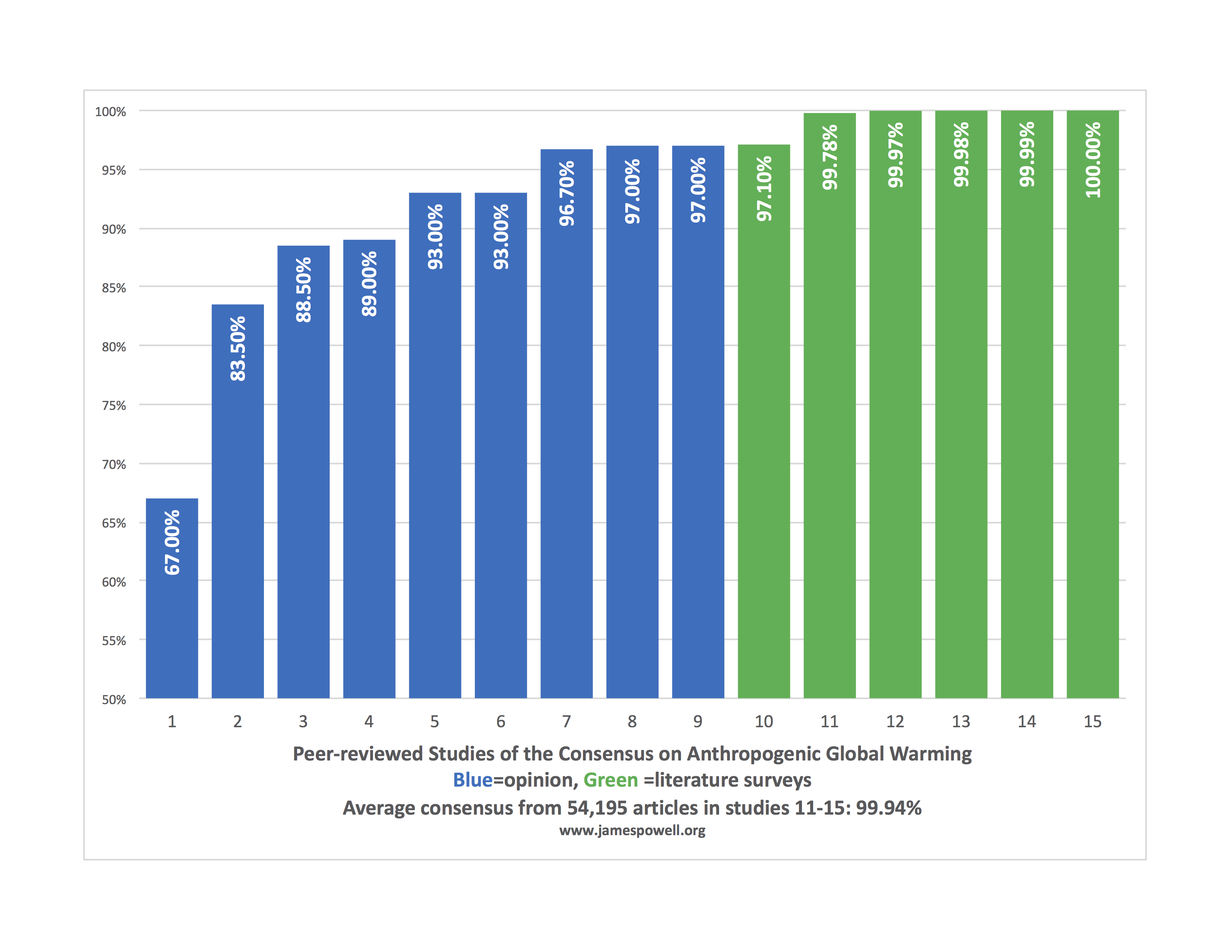
Консенсус относительно антропогенного глобального потепления среди рецензируемых исследований, опубликованных в период с 1991 года по 2015 год.

Исследование 2016 года под названием Learning from errors in climate research продолжило работу Джона Кука 2013 года, изучив качество 3 % рецензируемых статей, отвергавших консенсусную точку зрения. Оно обнаружило, что «репликация исследования выявляет ряд методологических недостатков и возникает шаблон распространённых ошибок, невидимый при рассмотрении отдельных изолированных случаев». В том же году работа Кука подверглась критике со стороны Ричарда Тола, но была решительно защищена в сопутствующей статье в том же томе.
Пятый международный опрос климатологов, проведённый Деннисом Бреем и Гансом фон Шторхом, проходил в декабре 2015 года и январе 2016 года. В отличие от прошлых опросов, учёных больше не спрашивали об их мнении о МГЭИК, и гораздо больше внимания уделялось атрибуции экстремальных климатических событий. В других отношениях они воспроизвели методологию предыдущих опросов, большинство ответов были ранжированы по шкале от 1 до 7. Было получено более 600 полных ответов: 291 (45,2 %) работали в области климатологии более 15 лет, в то время как 79 (12,3 %) имели опыт работы от 0 до 5 лет.
На вопрос «Насколько вы убеждены, что изменение климата, будь то естественное или антропогенное, происходит сейчас?» ответы распределились так:
- 79,3 % — полностью согласны (7);
- 1,2 % — нейтральны (4);
- 2,1 % — оценки 1–3.

На вопрос «Насколько вы убеждены, что большая часть недавних или ближайших будущих изменений климата является или будет результатом антропогенных причин?» ответили так:
- 47,7 % полностью согласились;
- 26 % согласились в большей степени (6);
- 9,8 % согласились в малой степени (2-4);
- 1,9 % вообще не согласились (1).

На утверждение «Изменение климата представляет собой очень серьезную и опасную угрозу человечеству» ответили так:
- 46 % полностью согласились;
- 26 % согласились в большей степени;
- 2,2 % не согласились.

75,8 % заявили, что уровень неопределённости в климатологии снизился с 1996 года, в то время как 13,6 % заявили, что он возрос. 75,7 % заявили, что уровень риска, связанного с изменением климата, значительно возрос с 1996 года, в то время как 5 % заявили, что он снизился.
В 2017 году геолог Джеймс Лоуренс Пауэлл проанализировал пяти обзорных статей, охватывавших рецензируемую литературу с 1991 по 2015 год и обнаружил, что в общей сложности они составили 54 195 статей, из которых только немногие полностью отвергали антропогенное изменение климата, что дало средний консенсус на уровне 99,94 %. В ноябре 2019 года его обзор более 11 600 рецензируемых статей, опубликованных за первые семь месяцев 2019 года, показал, что консенсус достиг 100 %.

### 2020-е годы

Научный консенсус относительно причинно-следственной связи: Академические исследования научного согласия по вопросу антропогенного глобального потепления среди климатологов (2010—2015 гг.) показывают, что уровень консенсуса коррелирует с экспертизой в области климатологии. Исследование 2019 года показало, что научный консенсус составляет 100 %, а исследование 2021 года пришло к выводу, что консенсус превышает 99 %. Другое исследование 2021 года показало, что 98,7 % экспертов по климату указали, что Земля становится теплее из-за деятельности человека.

В опросе 2024 года 76,3 % опрошенных ведущих авторов и редакторов обзоров МГЭИК прогнозировали глобальное потепление не менее чем на +2,5 °C к 2100 году; только 5,79 % прогнозировали потепление на +1,5 °C или меньше.При продолжении текущей климатической политики данные указывают на то, что мир потеплеет примерно на +2,7 °C к концу XXI века.

В 2021 году Криста Майерс провела исследование, в котором приняли участие 2780 учёных, изучающих Землю. В зависимости от уровня знаний, от 91 % (все учёные) до 100 % (климатологи с высоким уровнем знаний, опубликовавшие более 20 работ) согласились с тем, что именно деятельность человека вызывает изменение климата. Среди климатологов эту точку зрения поддержали 98,7 %. Самый низкий уровень согласия (84 %) был зафиксирован у учёных, одной из областей исследований которых являлась геология полезных ископаемых.
Также в 2021 году группа под руководством Марка Линаса изучила 80 000 исследований, связанных с климатом, опубликованных в период с 2012 по 2020 год, и решила проанализировать случайную выборку 3000 из них. 4 из 3000 скептически относились к антропогенным факторам изменения климата как ведущим, 845 поддерживали точку зрения антропогенных факторов изменения климата в том или ином виде, а 1869 работах не высказывалось позиции по этому вопросу. Авторы оценили долю статей, не скептически относящихся к человеческой причине, как 99,85 % (95 % доверительный интервал 99,62–99,96 %). Исключение статей, в которых не высказывалась позиция по человеческой причине, привело к оценке доли консенсуса как 99,53 % (95 % доверительный интервал 98,80–99,87 %).